# Yñigo Ortiz de Retez

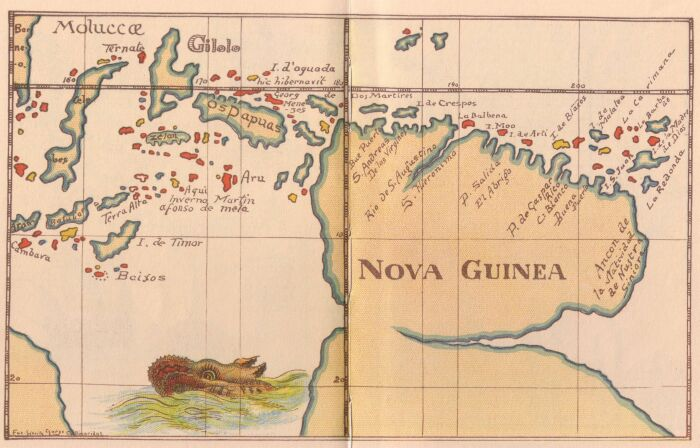
Nova Guinea: Mapa de 1600.

 Íñigo Ortiz de Retez  (o Yñigo), va ser un marí i explorador espanyol del segle xvi que va navegar per l'oceà Pacífic reconeixent la costa nord de l'illa de Nova Guinea, i a qui se li atribueix haver donat el nom a l'illa.

## Descobriments
El 13 juny 1545 Ortiz de Retez, al comandament del  Sant Joan , va sortir del port de Tidore, una illa de les Índies Orientals i va navegar fins a arribar a la costa nord de l'illa de Nova Guinea, desembarcant en tres illes de la costa nord, així com prop de la desembocadura del riu Bei. Després va seguir costejant fins a arribar a la boca del riu Mamberamo.
Ortiz de Retez va prendre possessió d'aquests territoris per a la corona espanyola, donant-los el nom de Nova Guinea perquè els seus habitants es semblaven als de les costes de Guinea a Àfrica.